# Вугільні технології
Вугільні технології — технології пов'язані з видобутком, первинною переробкою (збагаченням) та використанням вугілля.
До найбільш розповсюджених вугільних технологій на початку ХХІ ст. належать:
- підземне (шахтне) і відкрите (кар'єрне) видобування вугілля;
- збагачення вугілля;
- спалювання вугілля на ТЕС і в середніх та малих котлоагрегатах,
- коксування і
- брикетування вугілля.

Перспективними вугільними технологіями вважаються:
- одержання водовугільного палива,
- зрідження вугілля,
- переробка відходів вуглезбагачення (шламонакопичувачів, териконів тощо),
- підземна газифікація вугілля.

До цих технологій примикає використання метану вугільних родовищ, вилучення із вугілля германію тощо.